# Дин Шаньдэ
Дин Шаньдэ́ (кит. 丁善德, пиньинь Dīng Shàndé; 12 ноября 1911, провинция Цзянсу (江苏), уезд Куньшань (昆山) — 8 декабря 1995) — китайский композитор, пианист и преподаватель музыки, являлся председателем Китайского союза музыкантов, а также почётным председателем Ассоциации музыкантов Шанхая.
Местом происхождения рода Дин Шаньдэ являются северные склоны гор Шаосиншань (绍兴山) в провинции Чжэцзян; его предки были крестьянами. Имя отца — Пинюань (平元); он работал у хозяина по фамилии Дин (丁) в красильной мастерской уезда Куньшань провинции Цзянсу; затем отец унаследовал дело хозяина и взял его фамилию, Дин, которую передал детям, двум сыновьям и пятерым дочерям. Дин Шаньдэ лишился отца в 4 года, поэтому его растила мать.
В 1928 году Дин Шаньдэ поступил в Шанхайскую государственную консерваторию (позже была преобразована в государственное высшее музыкальное учебное заведение), его наставниками были: Чжу Синцин (朱荇青) (псевдоним — Чжу Ин, 朱英), Янь Цзы (黄自), Ли Энькэ (李恩科), Борис Захаров (查哈罗夫). В 1934 году он записал фортепианные партии для певицы Хэ Люйтин (贺绿汀): «Пикколо Пастушка» (牧童短笛) и «Колыбельная» (摇篮曲) на грампластинку, таким образом став первым в истории музыки Китая пианистом, записавшим виниловый диск. В 1935 году он дал концерты в Шанхае, Пекине и Тяньцзине; это были первые сольные фортепианные концерты в Китае, организованные молодым музыкантом .
В июне 1935 года Дин Шаньдэ закончил обучение по курсу фортепиано, после чего посвятил себя исполнительской и преподавательской деятельности; он преподавал на факультете музыки в женском педагогическом институте провинции Хэбэй. В 1937 году, после короткого участия в войне против японских захватчиков, он вернулся в родной университет и занялся преподавательской деятельностью: там вместе с Чэнь Юсинем (陈又新) и Лао Цзинсянем (劳景贤) он учредил Шанхайское музыкальное училище. В конце 1941 года, после трагических событий в Пёрл-Харборе, марионеточное прояпонское правительство взяло заведение под свой контроль. Дин Шаньдэ вынужден был уволиться, но впоследствии училище преобразовали в Шанхайскую частную музыкальную школу, и он занял там руководящий пост. В 1942 году он обучался искусству создания музыки у композитора Вольфганга Френкеля из Германии, а в 1945 году в Китае Дин Шаньдэ написал первую часть сюиты «Весеннее турне». В 1946 году он стал профессором Нанкинской государственной консерватории (南京国立音乐学院). В 1947 году он отправился обучаться во Францию на факультет композиторского искусства в Парижской консерватории, где учился у Ноэля Галлона, Нади Буланже, Тони Обэна и посещал лекции Онеггера. .
В сентябре 1949 года он вернулся в Китай, после чего стал преподавать в Шанхайской консерватории, время от времени занимая должность декана факультета композиторского искусства либо его заместителя.